# Agnieszka Oryńska-Lesicka
Agnieszka Oryńska-Lesicka (ur. 6 sierpnia 1979 we Wrocławiu) – polska aktorka telewizyjna i teatralna.

## Życiorys
Debiutowała 4 grudnia 2003r. w roli anioła w musicalu "Kaj i Gerda. Baśń o Królowej Śniegu" Piotra Dziubka w reż. Wojciecha Kościelniaka na scenie Teatru Muzycznego "Capitol" Operetki Wrocławskiej we Wrocławiu. W 2005r. ukończyła PWST w Krakowie – Filia we Wrocławiu. W tym samym roku została aktorką Teatru Muzycznego "Capitol" we Wrocławiu.

## Spektakle telewizyjne
- 2005: Scat czyli od pucybuta do milionera – Turystka Promienna

## Spektakle teatralne
- 2003: Kaj i Gerda – Anioł VII (reż. Wojciech Kościelniak)
- 2003: Mandarynki i pomarańcze (reż. Wojciech Kościelniak)
- 2003: Gorączka (reż. Wojciech Kościelniak)
- 2004: West Side Story – Teresita (reż. Wojciech Kościelniak)
- 2004: W 80 dni dookoła świata po stu latach – Auda (reż. Jerzy Bielunas)
- 2005: Scat czyli od pucybuta do milionera – Dziennikarka (Justyna Wtorek) (reż. Wojciech Kościelniak)
- 2005: My Fair Lady – Prostytutka energiczna/Arystokratka zblazowana (reż. Anna Kękuś-Poks)
- 2006: Mała Księżniczka – Niania (reż. Marek Weiss-Grzesiński)
- 2006: Śmierć w górach – Hippiska (reż. Konrad Imiela i Cezary Studniak)
- 2007: Opętanie, czyli wzdęte łono. Ballada prozą (reż. Krzysztof Boczkowski)
- 2007: A Chorus Line – Diana (reż. Mitzi Hamilton)
- 2008: Pewien mały dzień – Trzeci Dzień, Zakochana (reż. Andrzej Gałła)
- 2008: Dzieje grzechu – Marta (reż. Anna Kękuś-Poks)
- 2009: Idiota – Aleksandra Iwanowna Jepanczyn (reż. Wojciech Kościelniak)
- 2010: Czarnoksiężnik z Krainy Oz – Wroniasta (reż. Jerzy Bielunas)
- 2011 - 2018: Frankenstein – Elżbieta Schneider (reż. Wojciech Kościelniak)
- 2012: Ja, Piotr Riviere, skorom już zaszlachtował siekierom swoją matkę, swojego ojca, siostry swoje, braci swoich i wszystkich sąsiadów swoich – Obrzympałowa (reż. Agata Duda-Gracz)
- 2013: Trzy wesołe krasnoludki (reż. Konrad Imiela)
- 2013: Mistrz i Małgorzata –  Natasza (reż. Wojciech Kościelniak)
- 2014: Kocham cię. Ja ciebie też nie – Bambou (reż. Cezary Studniak)
- 2014: Nine – Maria (reż. Pia Partum)
- 2016: Y –  George Harrison (reż. Paweł Passini)
- 2016: Liżę twoje serce – Profesorowa ze Lwowa, Niemka (reż. Agnieszka Glińska)
- 2016: Nasza mama czarodziejka – Córka (scen i reż. ona sama)
- 2017: Makbet – Wiedźma II (reż. Agata Duda-Gracz)
- 2018: Blaszany bębenek – Agnieszka (reż. Wojciech Kościelniak)
- 2020: Gracjan Pan (reż. Cezary Tomaszewski)
- 2020: Lazarus – Teenage Girl (reż. Jan Klata)[2]
- 2021: Alicja – Bratanica Alicji / Bliźniaczka 2 / Pokojówka Ryba / Serduszko / Stenotypistka (reż. Martyna Majewska)[3]

## Widowiska telewizyjne
- 2014: Wielka Płyta 1972 - 2018 – Łał-Nikola

## Filmografia
- 2004 - 2008: Fala zbrodni – (odc.16,28,33,69,99,100)
- 2004 - 2021: Pierwsza miłość – recepcjonistka w siedzibie redakcji Radia "Hexen"
- 2006: Swoimi Słow@mi – "Pszczoła"
- 2006: Hela w opałach – pielęgniarka, młodsza Karola Maślaka (odc.12)
- 2007: Plebania – asystentka (odc.848)
- 2007: Biuro kryminalne – Katarzyna Fijałkowska (odc.22)
- 2009: Teraz i zawsze – studentka z imprezy
- 2009: Tancerze – Olga (odc.1,5)
- 2009 - 2016: Świat według Kiepskich – Jolka (odc.314), Danusia (odc.333), nauczycielka (odc.358), sierotka (odc.386), kobieta (odc.443), turystka (odc.472), dziewczyna (odc.486)
- 2009: Rajskie klimaty – Kamila
- 2011 - 2013: Galeria – sekretarka (odc.146,156)
- 2012: Prawo Agaty – recepcjonistka hotelu w Bartowicach (odc.12)
- 2020: Osiecka – sekretarka dziekana Wydziału Dziennikarstwa (odc.2)
- 2021: Jakoś to będzie – katechetka